# 金智羽
金 智羽（キム・ジウ、1967年 - ）は韓国の評論家、翻訳家。
釜山生まれ。学生時代、オーストラリア・シドニーおよび東京に留学経験がある。一旦帰国後、1996年から約7年間日本在住。韓日のビジネス翻訳者として両国を行き来。2005年からは再度東京に居を移している。
父親が日本語を話しているのを聞いて育った。その経験から自身の海外生活においても日本人と各国の人々の違いを独自に観察し、自らの洞察を日本語による著作としてあらわしている。母国である韓国の反日教育や日本への偏見をも、彼が感じた『真実』（本人の著作より）を描きつつ批判している。

## 著書
- 『僕が親日になった理由』 2004年、 夏目書房。
- 『韓国男性に恋してはいけない36の理由』 2005年、成甲書房。
- 『なぜ日本人は韓国人にこんなになめられ続けるのか？』 2015年、夏目書房新社。